# Lézards populaires
Lézards populaires (France) ou Bart : mère couveuse (Québec) (Bart the Mother) est le 3e épisode de la saison 10 de la série télévisée d'animation Les Simpson.

## Synopsis
La famille Simpson reçoit une lettre publicitaire pour acheter un bottin des élèves avec les photos de Bart et Lisa, bottin dans lequel tous les élèves américains sont présents, mais la lettre est formulée de telle façon que Marge croit que ses enfants ont accompli un acte exceptionnel, et décide donc de les récompenser par une surprise : elle emmène toute la famille dans un parc d'attractions. Ils vont dans un premier temps, au stand de karting. Là, toute la famille joue les as du volant, à l'exception de Marge qui comme à son habitude conduit lentement et prudemment, ce qui lui donne l'occasion de voir Nelson envoyer dans le décor Milhouse. Alors qu'elle tente de lui faire la leçon, Nelson la rabroue grossièrement. Aux arcades, Nelson pille à l'aide d'un tournevis un stand et obtient un rouleau de ticket, qu'il échange au stand des récompenses contre une carabine à bille à air comprimé. Bart impressionné demande à Nelson s'il pourra lui prêter, ce que Nelson accepte, répondant qu'il est toujours utile d'avoir plusieurs empreintes sur une arme. Mais Marge, présente au moment des faits, interdit formellement à Bart de fréquenter Nelson.
Bart réussit à s'échapper de la maison et se rend chez Nelson. Celui-ci lui lance un défi de tirer sur un oiseau qui est dans son nid, ce que Bart dans un premier temps refuse, mais devant les provocations de Nelson se décide à le faire. Lorsqu'il décide, après maintes hésitations, de finalement tirer, il vise volontairement à côté, mais atteint accidentellement l'oiseau, le viseur de la carabine ayant une légère déviation. Nelson félicite Bart, qui a tué l'oiseau, et décide par conséquent de l'appeler « le tueur ».
À la maison, Lisa tente de couvrir Bart, mais Homer et Marge sont vite au courant que ce dernier est chez Nelson. Marge, furieuse se rend chez Nelson. Sur place, elle dispute Bart, qui tente de cacher qu'il a tué un oiseau. Peine perdue, une demi-douzaine de chats se ruent sur le cadavre de l'oiseau, intriguant de plus en plus Marge. Lorsque Bart se décale involontairement, Marge aperçoit enfin le cadavre de l'oiseau. Horriblement déçue par le comportement de son fils, elle se refuse à le punir, et le laisse seul face à son acte. Bart le cœur lourd, grimpe vers le nid de l'oiseau, et s'aperçoit qu'il y contient deux œufs. Il décide de les emmener et d'en prendre soin lui-même. Il passe donc à la bibliothèque pour regarder une cassette didactique de Troy McClure. Il apprend donc qu'il lui suffit d'exposer les œufs à la chaleur d'une ampoule de 75 watts pour les faire éclore.
Bart emmène les œufs dans sa cabane dans l'arbre, prend l'ampoule de 75 watts dans l'escalier de la cave, et la branche grâce à une rallonge à la maison. Il nomme ensuite les deux œufs "Bille de Clown" (Chirpy Boy en VO) et "Bart Junior" et en prend soin les jours suivants. Devant le comportement de Bart, Marge, bien qu'elle ait décidé de ne plus s'en occuper, s'interroge tout de même sur les actions de son fils dans sa cabane. Lorsque Homer suggère qu'il pourrait y faire du trafic de drogues (ou y lire des BD) Marge décide d'aller y jeter un œil. Elle découvre alors la rallonge électrique et la débranche, obligeant Bart à couver les œufs lui-même. Elle découvre finalement les œufs, et Bart lui explique ses motivations. Touchée, elle lui pardonne, et amène les œufs à l'intérieur de la maison, où toute la famille en prend alors soin.
Les œufs finissent par éclore, cependant il n'en sort pas d'oiseaux mais un couple de lézards. Même devant l'évidence et les affirmations de Lisa, Bart reste persuadé que ce sont des oiseaux ; il décide donc de les faire identifier au club d'ornithologie. Lorsqu'il les présente au président du club, le principal Skinner se félicite que Bart les ait apportés, et s'apprête à les tuer. Devant l'incompréhension de Bart, Skinner lui explique qu'il s'agit d'une espèce de lézard arboricole de Bolivie, qui dévore les œufs d'oiseaux et les remplace par les siens, et que quand ceux-ci éclosent, les jeunes lézards dévorent l'oiseau. Ces lézards seraient ainsi responsables de la disparition de plusieurs espèces d'oiseaux dont le dodo, le coucou et le « né-né ». Skinner se demande ensuite comment des lézards ont pu arriver en Amérique et on découvre dans un flash back d'Apu que les parents des lézards sont arrivés par une caisse de donuts qu'il avait lui-même commandé, Apu se garde de révéler cette information. Skinner comme la loi lui oblige, s'apprête donc à les tuer, mais Bart refuse de les donner. Marge le prend à part pour le convaincre d'être raisonnable, mais le laisse finalement s'enfuir avec le carton, tout en barrant la route à ses poursuivants, Skinner et les autres membres du club. Bart se réfugie sur le toit de l'immeuble, gardant farouchement son carton alors que Skinner tente de lui arracher. Bart dans la bagarre lâche accidentellement le carton dans le vide, à la grande satisfaction de Skinner. Satisfaction de courte durée, car il s'avère que les lézards sont capables de planer grâce à une membrane qu'ils peuvent déployer, chose que Skinner savait, mais espérant toutefois que les lézards ne le savaient pas encore. Les lézards s'enfuient, et vont se multiplier.
À la surprise générale, fort heureusement, ils s'attaquent principalement aux pigeons, à la grande satisfaction de la population, ravie d'être débarrassée de cette vermine volante et les acceptent. Bart reçoit donc une récompense de la part du maire, une bougie parfumée, et l'approbation de la population. Seule Lisa reste inquiète de la multiplication de lézards, et de ses éventuelles conséquences. Skinner la rassure en lui disant que, si cela arrivait, des serpents venimeux seront lâchés si la population de lézards devient trop importante. Puis de gorilles d'une certaine variété spécial se nourrissant de serpents, si à leur tour ceux-ci deviennent trop envahissants. Et pour finir que ces derniers mourront l'hiver venu à cause du froid.

## Production

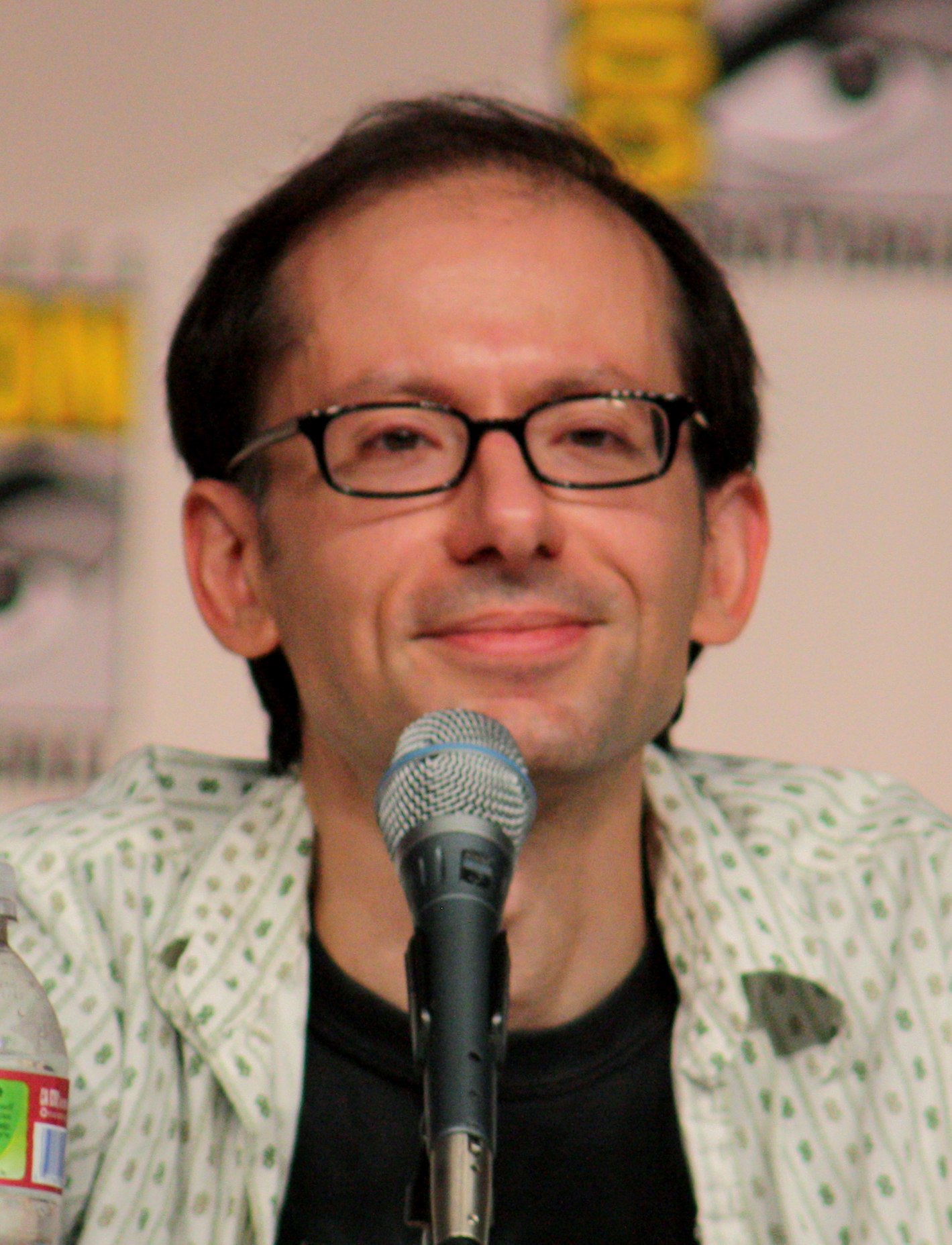
David X. Cohen scénariste de cet épisode, le dernier épisode long des Simpson qu'il a écrit avant de partir travailler pour la série Futurama.

Lézards populaires (Bart the Mother) est le dernier épisode long écrit par David X. Cohen pour les Simpson. Peu après sa diffusion, Cohen rejoint Matt Groening, pour développer la série Futurama dont il sera producteur et chef scénariste.
Au départ, Cohen voulait débuter l'épisode par une histoire annexe mettant en scène Homer. Dans le scénario initial, le pigeon nichait sur le rebord de la fenêtre de Homer, à la centrale nucléaire de Springfield. M. Burns décide d'exterminer les pigeons, Homer décidant alors d'aller sur le rebord de la fenêtre pour couver lui-même les œufs, dans le blizzard. Cohen trouvant que cette idée ne pouvait mener nulle part, décide de la transformer en scénario principal, avec Bart dans le rôle du couveur d'œufs à la place de Homer. George Meyer, le scénariste principal des Simspon, trouva que ce scénario, où Bart tue l'oiseau et couve simplement les œufs n'était pas assez compliqué, et pas assez tordu pour faire un bon épisode. Cohen et Meyer decidèrent finalement de transformer les œufs d'oiseaux en œufs de lézard. Cohen trouva alors l'épisode suffisamment « tordu »  et à la fois « touchant » et « intéressant ».
Le producteur Ron Hauge avait eu lui l'idée de quelqu'un tuant un oiseau, et se sentant par la suite coupable. Il avait raconté à l'équipe de scénariste, quelques semaines avant que Cohen ne commence à écrire l'épisode, que lorsqu'il avait 13-14 ans, alors qu'il s'amusait à tirer avec une fronde-bracelet sur un oiseau qu'il pensait « très très loin », il l'avait tué accidentellement. Hauge raconta que ses amis étaient tous très excités sur le moment, mais que lui se sentait « mourir à l'intérieur ».
Pour la scène dans laquelle l'oiseau est tué, Cohen pris aussi inspiration de l'épisode Opie the Birdman du Andy Griffith Show. Les scénaristes essayaient de trouver un scénario dans lequel Bart tue l'oiseau, sans vouloir réellement le tuer et décident donc de lui donner une arme avec un défaut au viseur dont Bart ne serait pas au courant, et donc quand ce dernier tirerait à droite de sa cible pour l'éviter, la balle toucherait l'oiseau.
À ce niveau, les auteurs pensèrent que l'épisode tendait à être trop réaliste et que la plupart des scènes se déroulaient trop dans ou à côté de la maison de Simpson. Mike Scully, le directeur de la production, eut alors l'idée de faire la même chose que dans l'épisode Marge et son petit voleur (Marge Be Not Proud) de la saison 7 qu'il avait dirigé. Dans cet épisode, Bart se fait prendre au vol à l'étalage, et le scénariste Bill Oakley suggéra d'ajouter une scène fantastique pour évacuer un peu le réalisme trop pesant de l'épisode. Il fut donc décidé d'ajouter une scène fantastique, dans le même but : après avoir tué la maman-oiseau, Bart s'imagine devant une cour de justice d'oiseaux, où siègent un vautour, un aigle et un toucan.

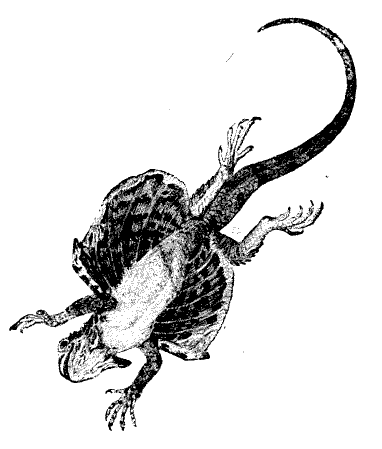
Lézard du genre Draco ou dragon volant, qui a servi d'inspiration pour le lézard arboricole de Bolivie de cet épisode.

Le parc d'attractions (Family Fun Center) que la famille Simpson visite est basé sur un parc d'attraction réel, basé à Falmouth, dans le Massachusetts, où Cohen allait étant enfant pour jouer à des jeux vidéo.
Le lézard arboricole de Bolivie de cet épisode est une fausse espèce de lézard, mais basée à partir d'espèces réelles, dont l'espèce de dinosaure Oviraptor, qu'on pensait initialement mangeur d'œufs. Il est aussi basé sur les espèces d'oiseaux vacher et coucou gris, qui laissent leurs œufs dans les nids d'autres oiseaux pour que ces derniers s'en occupent à leur place (parasitisme de couvée), et sur le Draco (ou dragon volant), une espèce de lézard volant asiatique. Cohen s'est aussi inspiré du crapaud buffle (Rhinella marina) qui a envahi l'Australie en 1935. Cet évènement avait déjà été repris comme élément dans l'épisode Bart contre l'Australie, 16e épisode de la saison 6, où Bart causait déjà l'introduction d'une espèce exotique dans un pays étranger (bien qu'il s'agisse dans cet épisode là de la grenouille Ouaouaron (Lithobates catesbeianus) et non du crapaud buffle, contrairement à la réalité).
Lézards populaires marque la dernière apparition de Phil Hartman dans le rôle de Troy McClure. Le 28 mai 1998, quatre mois avant la diffusion de l'épisode, il est tué par sa femme Brynn. Lézards populaires fut ainsi dédié à sa mémoire.
Plutôt que de remplacer Hartman par un autre comédien, la production a retiré le personnage de Troy McClure de la série, ainsi que l'autre personnage récurrent doublé par Hartman, Lionel Hutz (ce personnage refera cependant plusieurs apparitions furtives et non-vocal dans plusieurs autres épisodes de la série par la suite).